# Кутіколь
Кутіко́ль (каз. Құтикөл) — село у складі Іргізького району Актюбінської області Казахстану. Адміністративний центр Аманкольського сільського округу.
До 2006 року село називалося Комінтерн.
Населення — 904 особи (2021; 706 у 2009, 624 у 1999, 492 у 1989).